# CD-ROM-Laufwerk

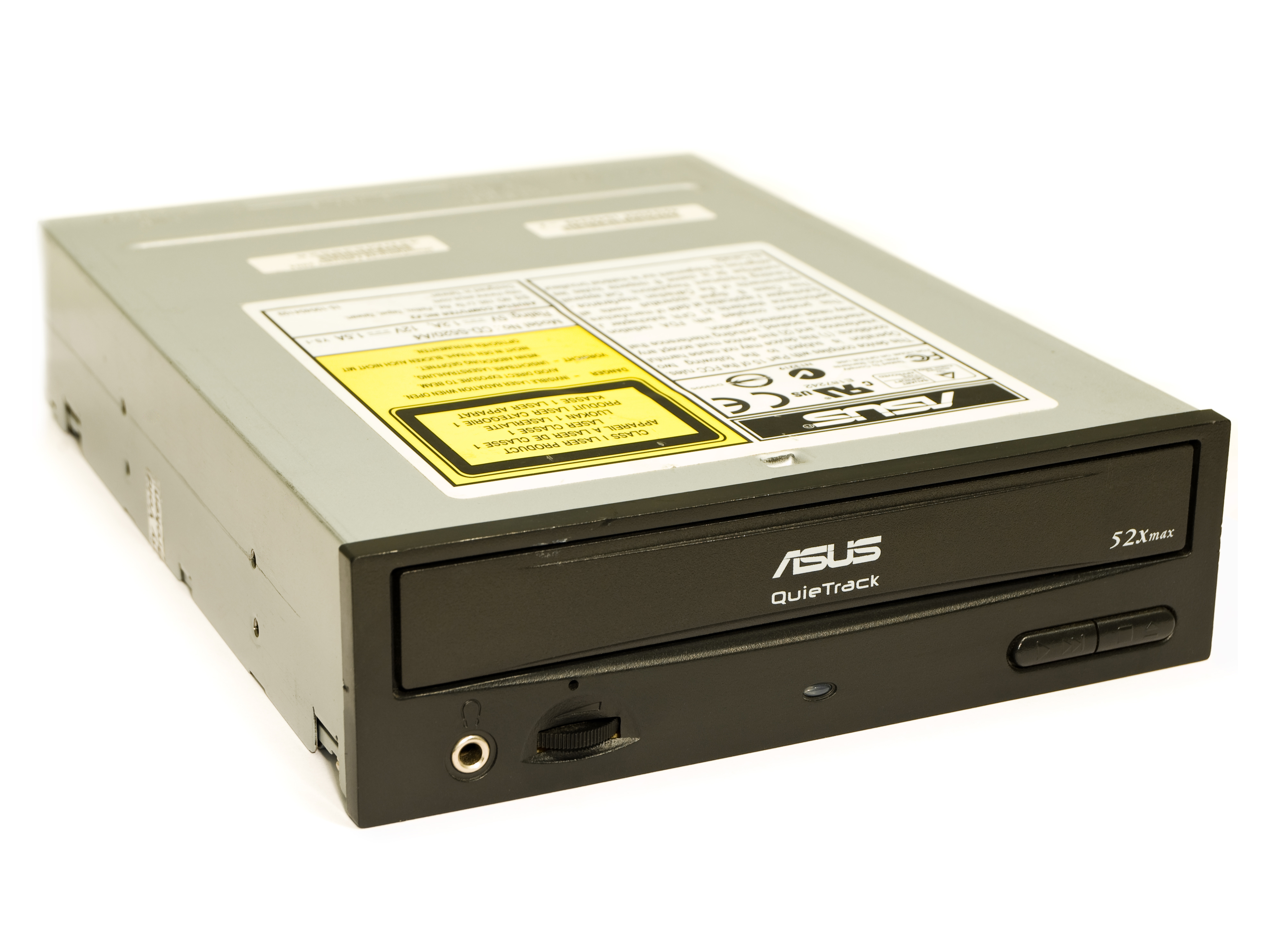
5,25″-CD-ROM-Laufwerk der neuesten Generation

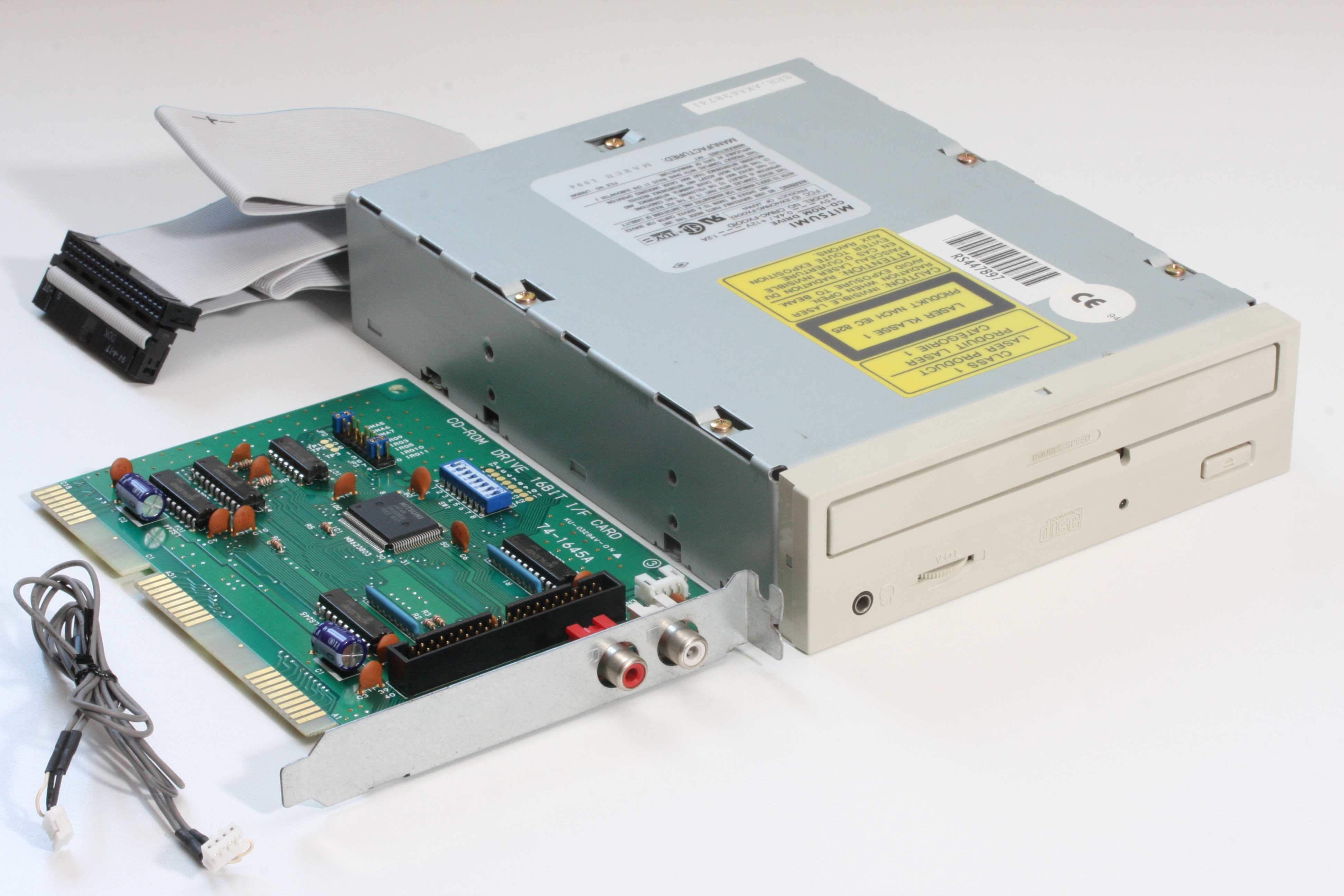
5,25″-CD-ROM-Laufwerk der zweiten Generation mit Zubehör; Laufwerk, Controllerkarte, Datenkabel (Flachbandkabel), analoges Audiokabel

Ein CD-ROM-Laufwerk (auch CD-Laufwerk genannt) ist ein Gerät zum Lesen von CDs und im Speziellen CD-ROMs. Die CD rotiert darin mit einer Drehzahl zwischen 200 und 10.000/min und wird von einem Laser (Infrarot-Laserdiode, einige Milliwatt) abgetastet, der sich radial auf einem Schlitten bewegt. Dadurch wird ein wahlfreier Zugriff auf jede Stelle der CD erreicht. Die ersten CD-ROM-Laufwerke kamen um 1985 auf den Markt. Seit den 2010er-Jahren wurden sie weitestgehend von DVD- bzw. CD/DVD-Kombilaufwerken verdrängt.

## Bauformen

### Format
Es gibt drei genormte Ausführungen: 5,25″ (z. B. für PCs), 5,25″ SlimLine (z. B. für Notebooks) sowie seit 2013 zusätzlich 5,25″ Ultra-SlimLine (oder kurz UltraSlim). Die Angabe „5,25 Zoll“ (≈ 133 mm) stammt vom Durchmesser der Disketten (englisch floppy disks), für den die Laufwerke den entsprechenden genormten Formfaktor haben.
Die Abmessungen der Laufwerke in Millimeter betragen üblicherweise:
| Formfaktor               | Breite | Höhe | Tiefe   |
| ------------------------ | ------ | ---- | ------- |
| 5,25″ PC-Laufwerk        | 146    | 41   | 165–200 |
| 5,25″ SlimLine-Laufwerk  | 128    | 12,7 | 124–130 |
| 5,25″ UltraSlim-Laufwerk | 128    | 9,5  | 124–130 |

### Einlegen des optischen Mediums

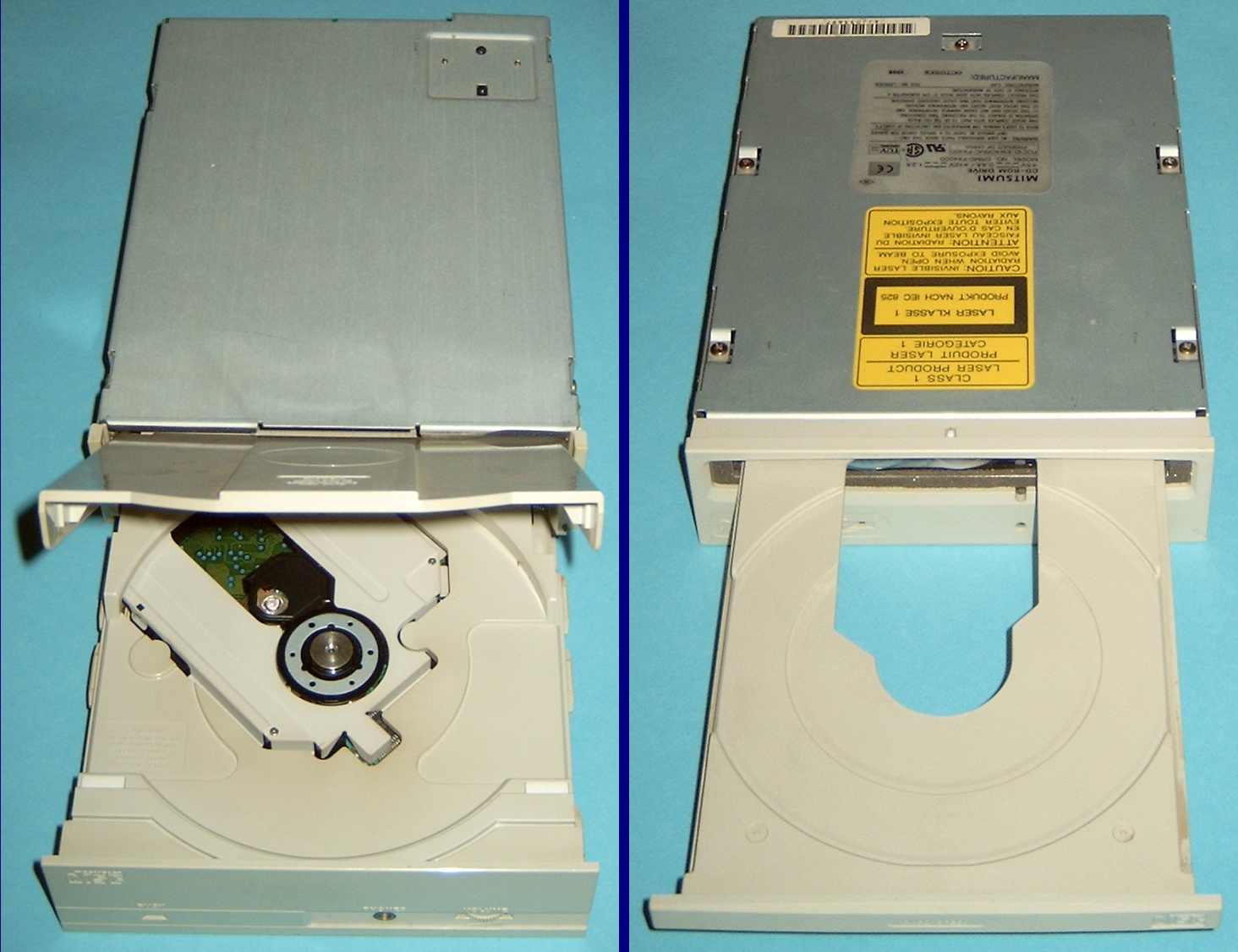
CD-ROM-Laufwerke, bereit zum Einlegen einer CD; links:Top-Loader mit Schublade, rechts: Schubladenlaufwerk

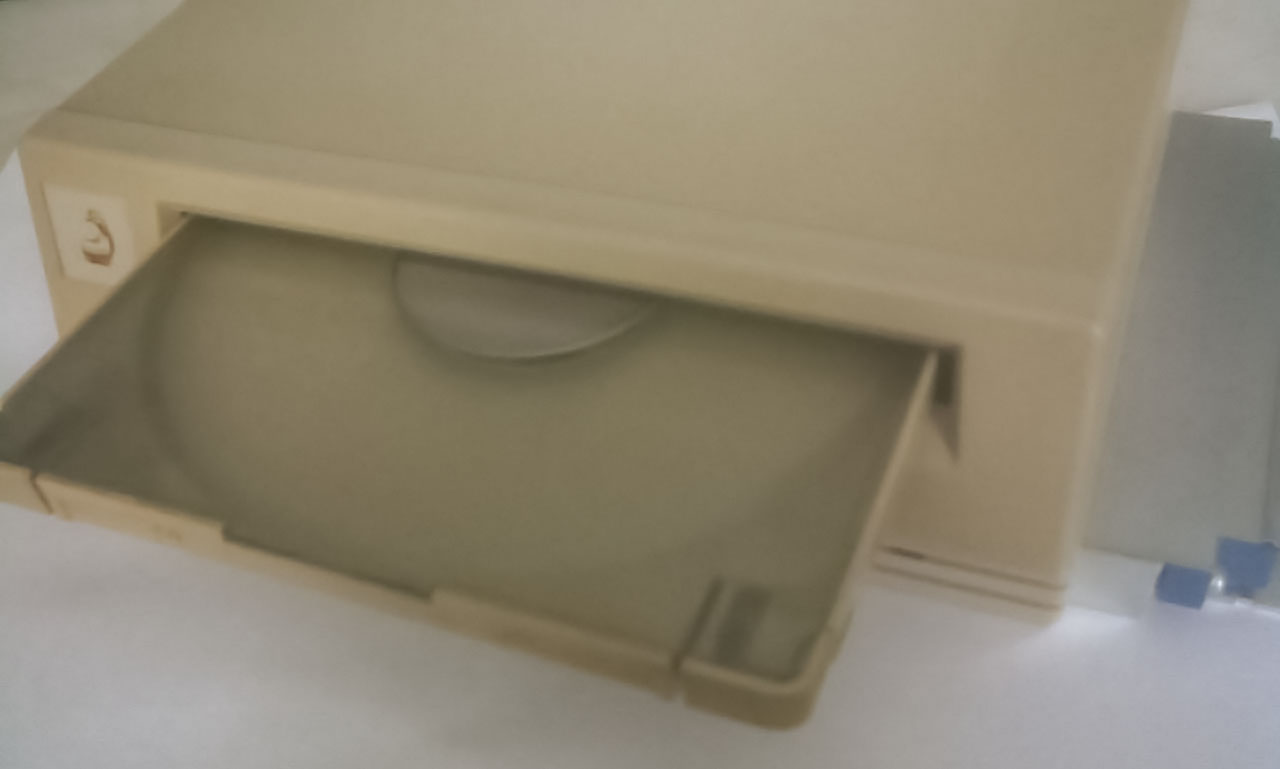
Amiga A570 Caddie-Laufwerk

Es gibt verschiedene Verfahren, wie das optische Medium in das Laufwerk und wieder heraus gelangen kann.
- Schubladenlaufwerke besitzen eine Schublade, die über eine Taste an der Vorderseite des Laufwerkes oder auch softwaregesteuert ein- und ausgefahren werden kann. Das optische Medium wird in die Schublade eingelegt. Heutzutage ist dies der gängigste Typ. Die ersten Typen waren nur für den horizontalen Einbau geeignet. Später erschienen auch Laufwerke mit Halterungen, mit denen das optische Medium  auch in ein senkrecht eingebautes Laufwerk eingelegt werden konnte, ohne herauszufallen. Beispiel: Toshiba SD-L902A.
- Slot-In-Laufwerke verfügen nur über einen schmalen Schlitz, in den das optische Medium eingeschoben wird. Der Auswurf erfolgt ebenfalls auf Tastendruck oder per Software. Durch den Verzicht auf die Schublade gibt es weniger mechanische Teile, die evtl. kaputtgehen könnten. Beispiel: Panasonic CW-8124B
- Bei Caddie-Laufwerken wird das optische Medium in eine spezielle Hülle, den Caddie, gelegt. Anschließend wird der Caddie in das Laufwerk geschoben. Vorteil dieser Technik: Jede Disc kann in ihrem eigenen Caddie verbleiben, wo sie vor Beschädigung und Verschmutzung geschützt ist. Nachteil, die Caddies kosten extra Geld. Diese Technik ist heute nicht mehr gebräuchlich. Beispiel: Plextor 4Plex.
- Top-Loader sind Laufwerke, die auf der Oberseite eine Klappe besitzen. Zum Einlegen und zur Entnahme wird die Klappe geöffnet. Diese Variante ist nicht für interne Laufwerke geeignet. Sie wird heute vereinzelt noch für extern angeschlossene Laufwerke verwendet. Plextor PX-608CU.
- Es gab jedoch eine Sonderform, die auch zum Einbau geeignet war: Die Kombination aus Top-Loader und Schubladenlaufwerk. Dabei bildet das Laufwerk selbst (mit Ausnahme eines Halterahmens und der rückseitigen Anschlüsse) die Schublade. Durch Druck auf die Laufwerksfront fährt das Laufwerk aus. Anschließend kann eine Klappe geöffnet werden. Diese Laufwerksform wird heute nicht mehr hergestellt. Beispiel: Mitsumi LU005S.
- In CD-/DVD-Wechslern lassen sich mehrere CDs/DVDs unterbringen, sodass ein Wechsel, vor allem bei häufig verwendeten Datenträgern, entfällt. Laufwerke dieser Art bieten sich vor allem an, wenn verschiedene CDs/DVDs in einem lokalen Netzwerk oder per Internet zur Verfügung gestellt werden sollen. In Zeiten von Terabyte-Festplatten haben solche Wechsler jedoch an Bedeutung verloren, da sich CDs und DVDs in großer Zahl auf Festplatten überspielen lassen. Die Lesegeschwindigkeit von Festplatten ist zudem deutlich größer als die von CD- und DVD-Laufwerken, zusätzlich entfällt der Wechselvorgang. Beispiel: Pioneer DRM-6324X

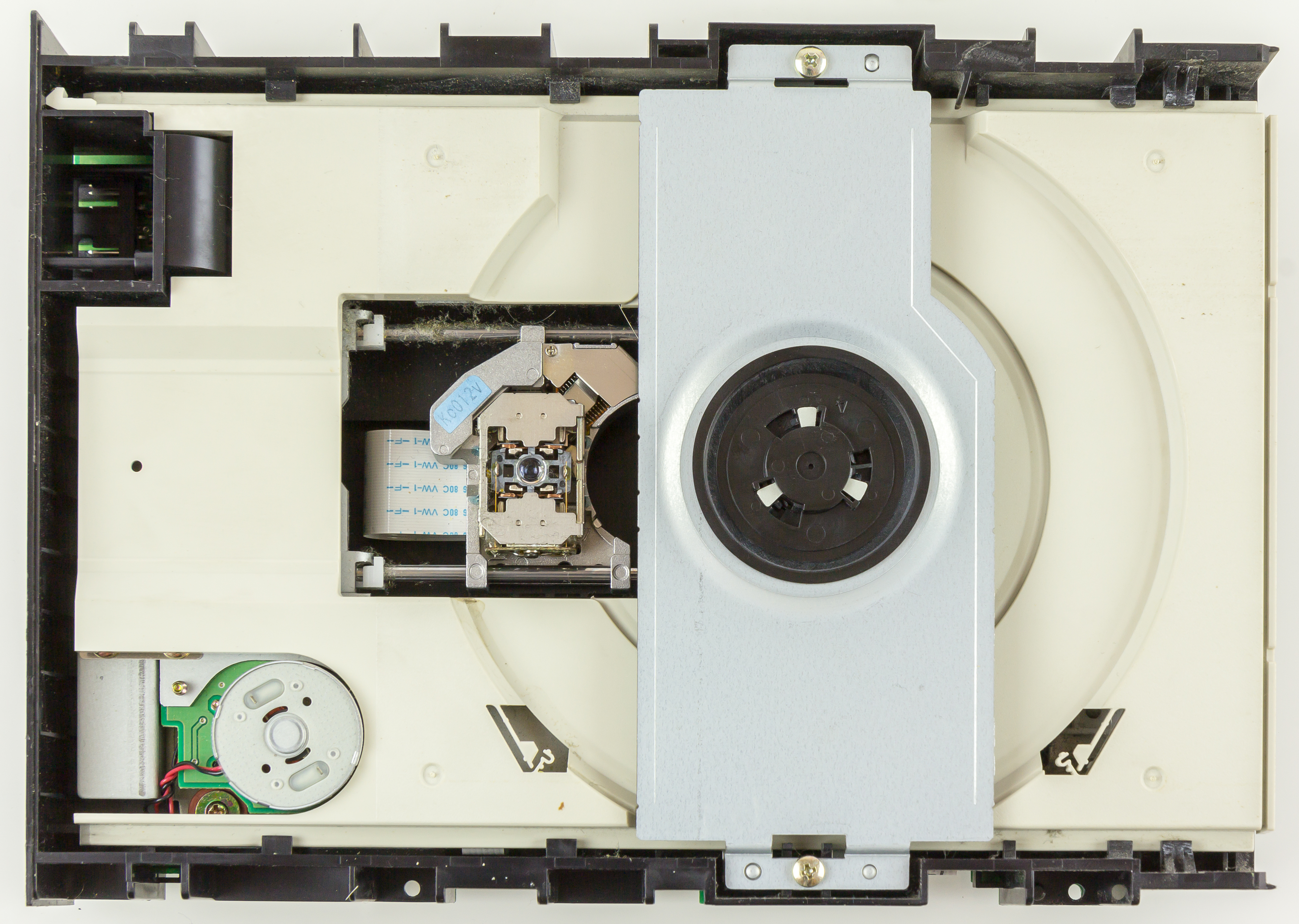
Auseinandergenommenes CD-ROM-Laufwerk
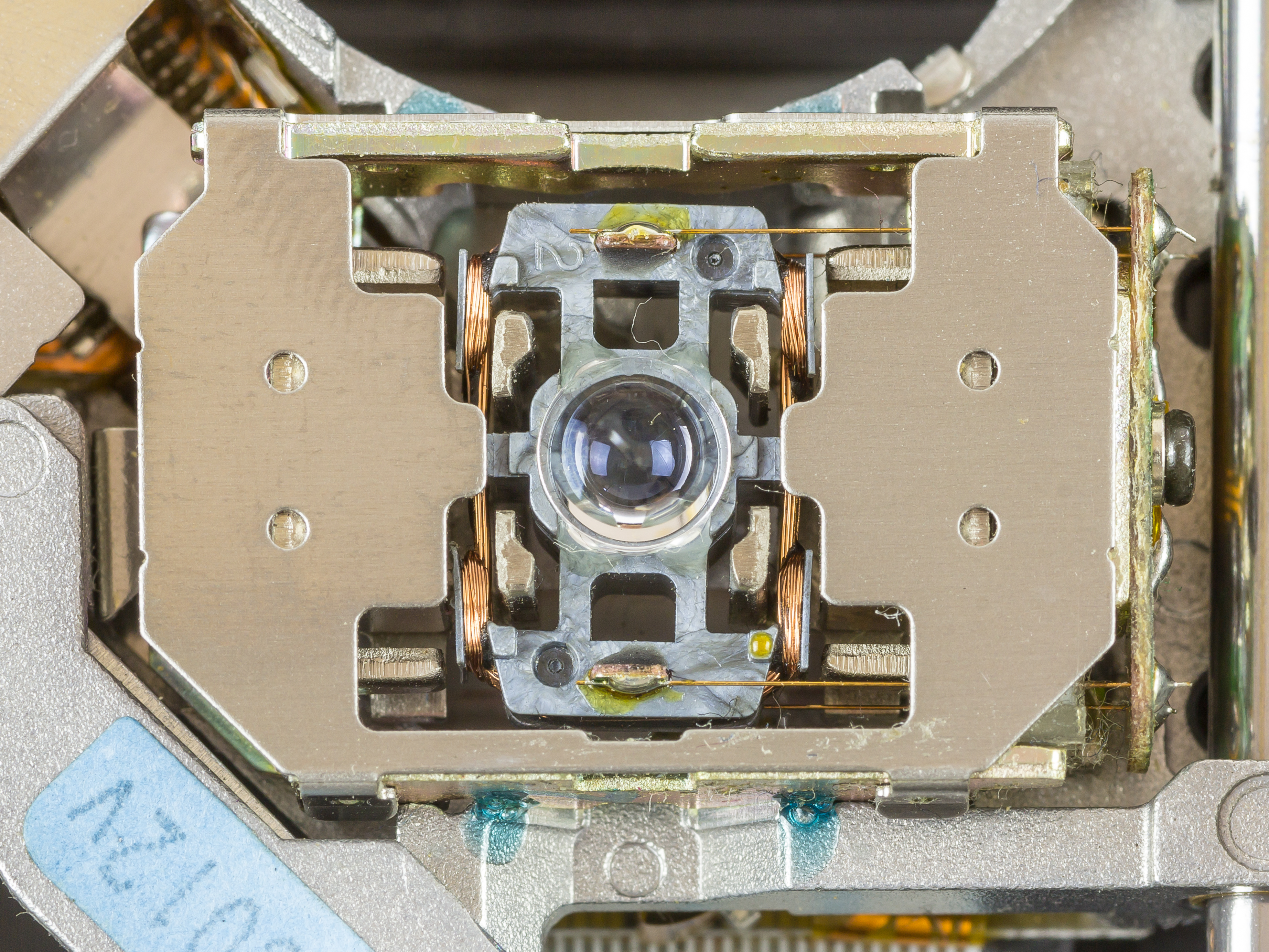
CD-ROM-Leseeinheit
Beweglicher Schlitten für den wahlfreien Zugriff auf die CD

### Notauswurf
Bei Schubladen-, Slot-in-Laufwerken sowie Caddie-Laufwerke befindet sich an der Front in der Regel ein sogenannter Notauswurf. Dieser erlaubt den Auswurf des Datenträgers auch dann, wenn das Laufwerk keinen Strom hat (z. B. bei ausgeschaltetem Computer). Es handelt sich um eine ca. 1–2 mm breite, runde Öffnung, in die ein langer, dünner Gegenstand, meist eine aufgebogene Büroklammer, eingeführt werden kann. Durch Drücken auf den dahinter verborgenen Mechanismus werden Schublade, CD/DVD bzw. Caddie ausgeworfen.

## Schnittstellen

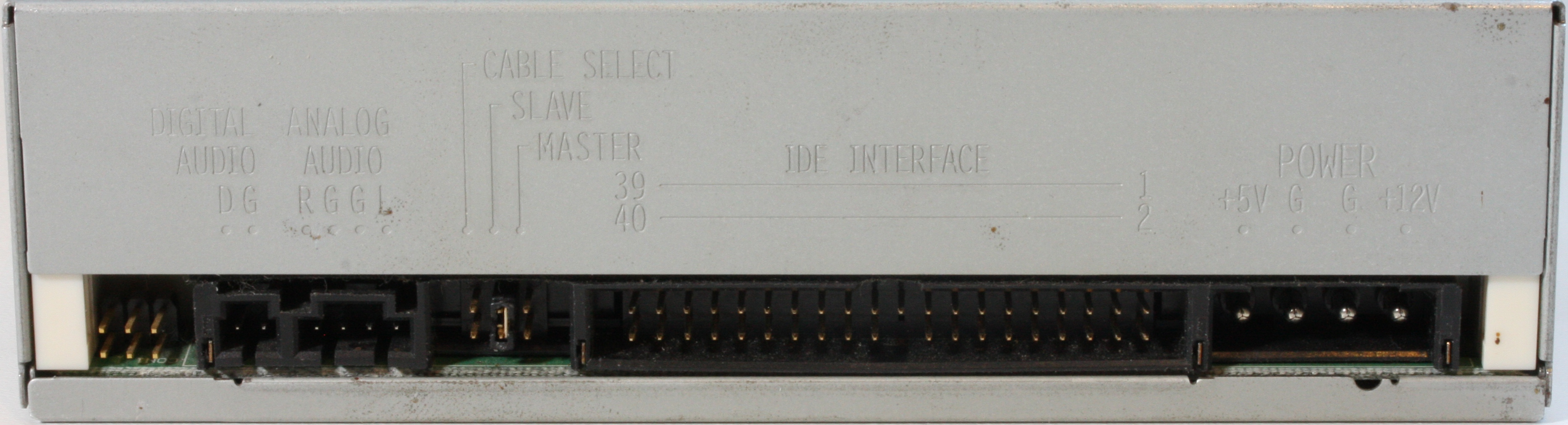
Rückseite eines CD-ROM-Laufwerkes mit ATA-Schnittstelle, hergestellt vor 2010

### Controller-Schnittstelle
Die meistverwendete Schnittstelle ist SATA. Daneben gibt es noch SCSI und ATA für interne Laufwerke sowie USB und Firewire für externe Laufwerke. Einige der ersten CD-ROM-Laufwerke (Sony, Panasonic, Mitsumi) besitzen proprietäre Schnittstellen, für die entsprechende Controllerkarten (Legacy-ISA-Karten) zur Verfügung stehen. Auch einige Soundkarten (Legacy-ISA-Karten) dieser Zeit besitzen entsprechende Anschlüsse. Daneben wurden auch Legacy-ISA-Karten, die eine einzelne ATA-Schnittstelle zur Verfügung stellen, als „CD-ROM-Controller“ verkauft.

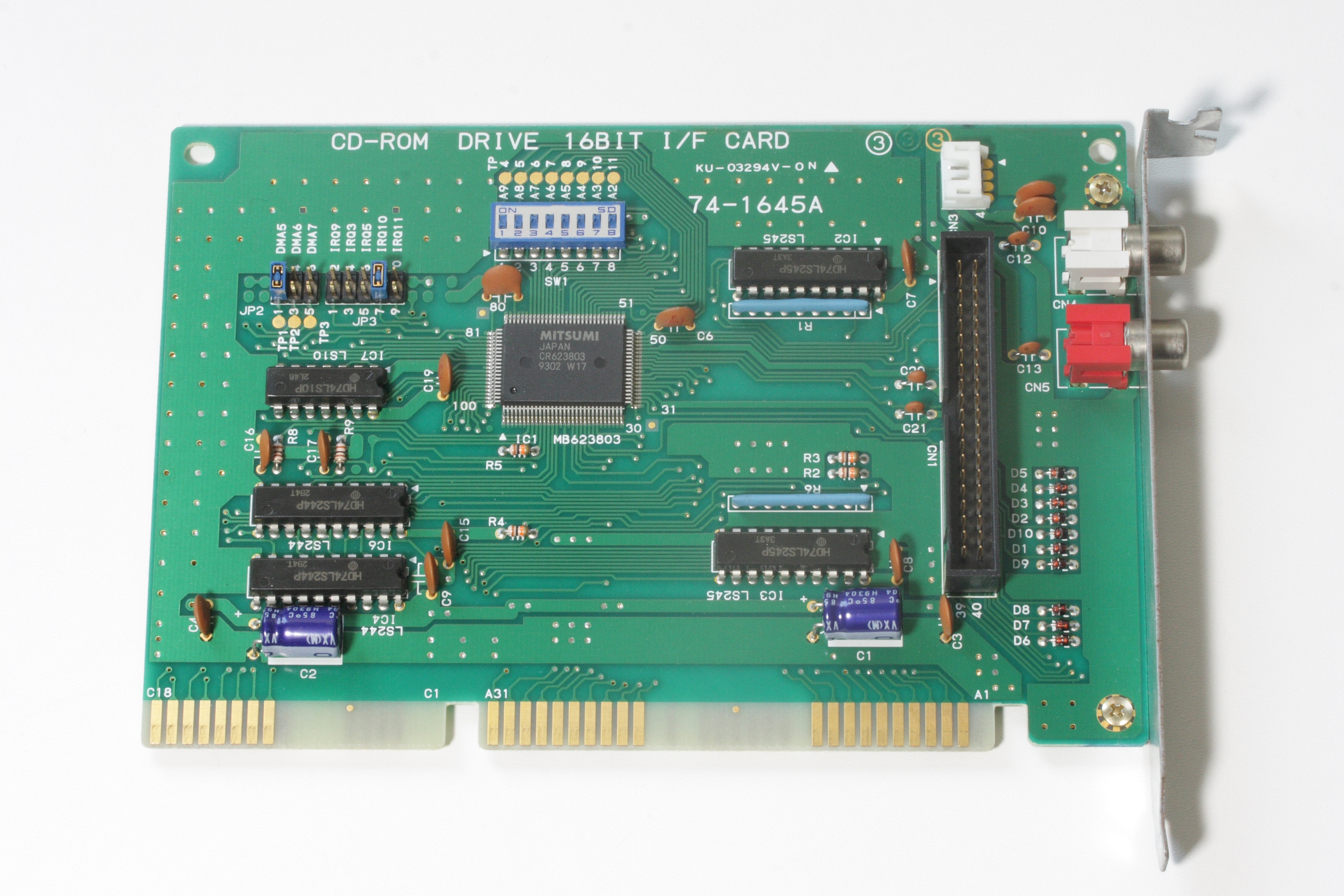
Controllerkarte für proprietäre Mitsumi-Laufwerke
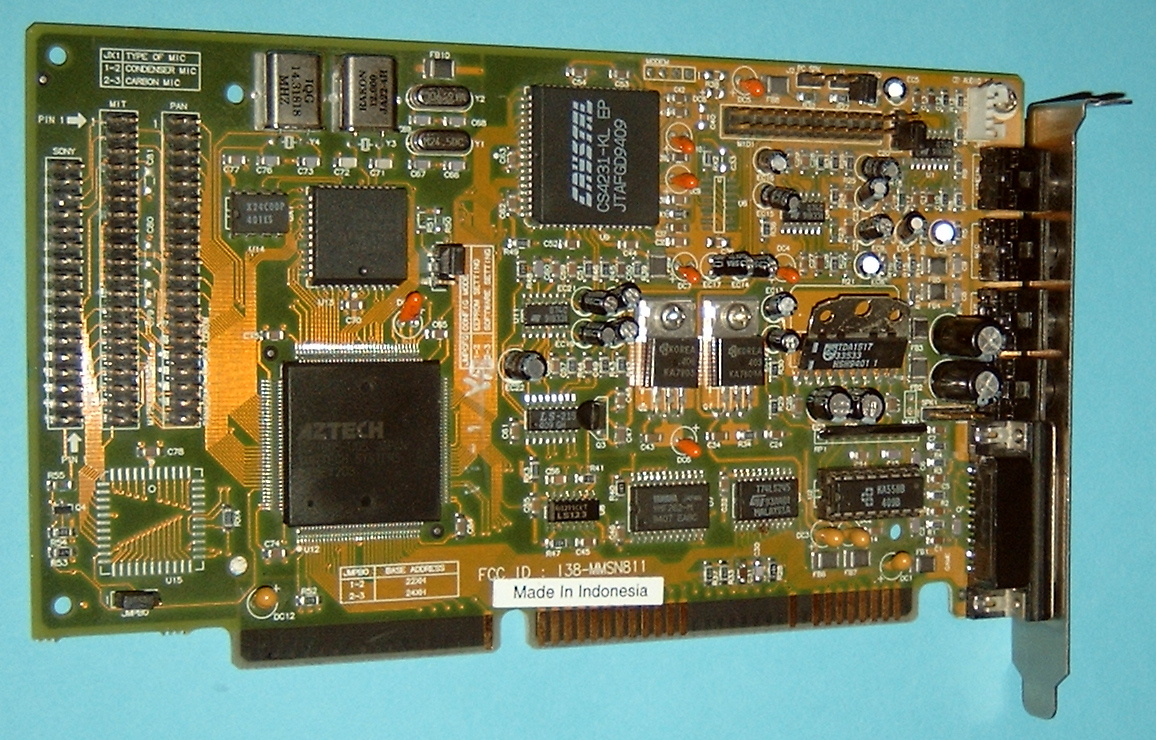
Soundkarte mit Anschlüssen für proprietäre CD-ROM-Laufwerke: Sony (SONY), Mitsumi (MIT), Panasonic (PAN)
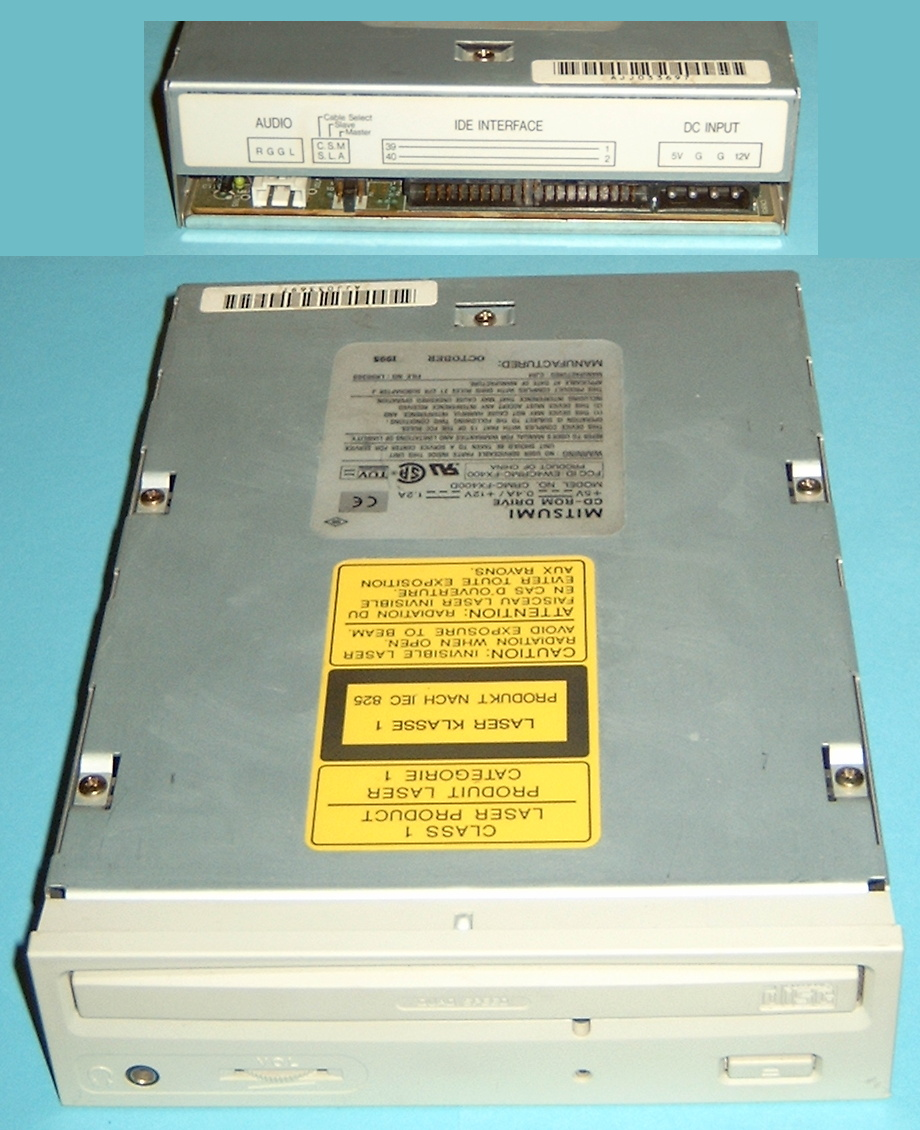
IDE-CD-ROM-Laufwerk

### Audioausgänge

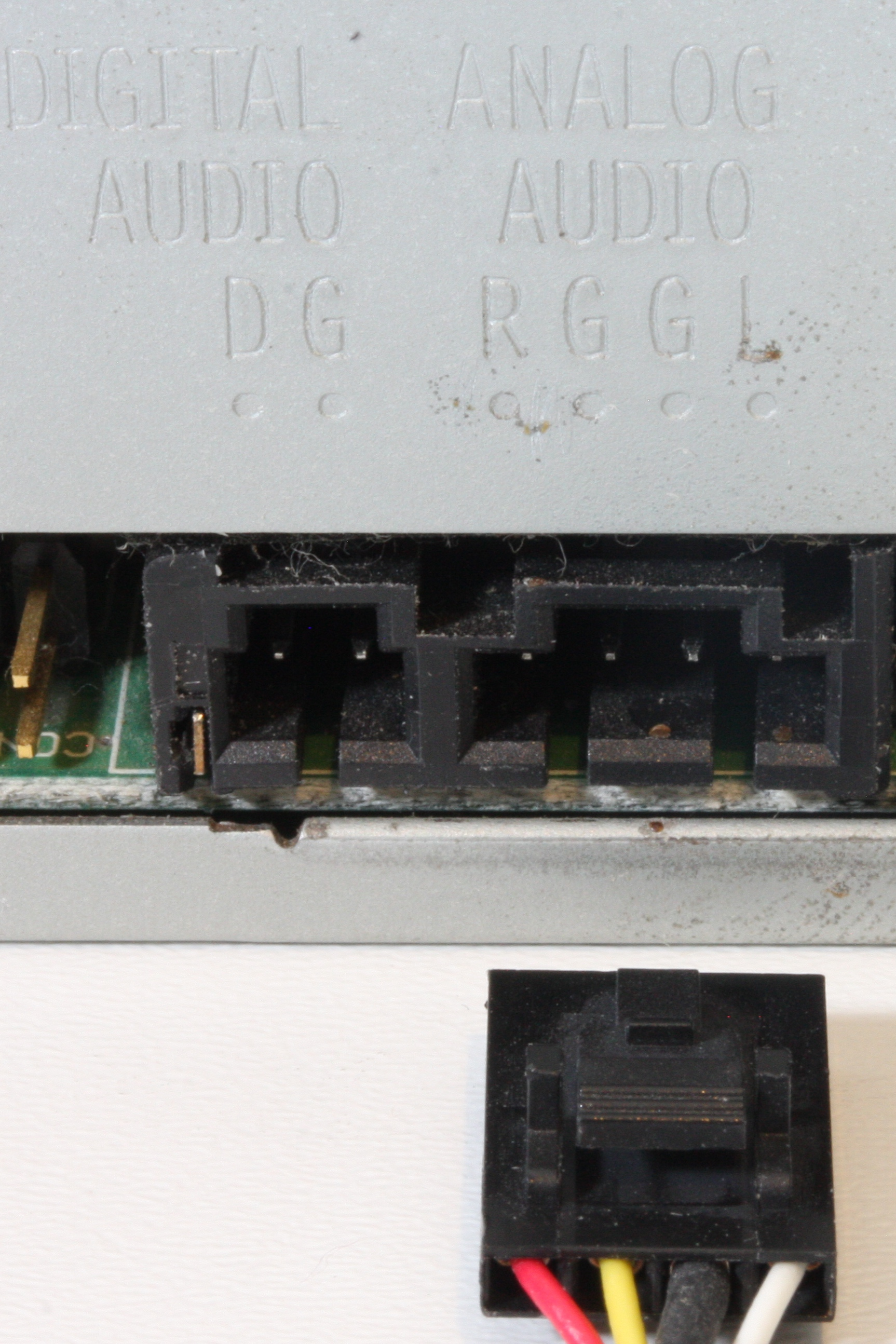
Digital (links), analog (rechts) Audio

CD-ROM-Laufwerke besitzen in der Regel einen analogen und einen digitalen Audioausgang.
Die Pins für den analogen Ausgang sind wie folgt genormt:
```
           Nase
Rechts Masse Masse Links
```

wenn man auf die Pins schaut.
Bei Laufwerken im 5,25″-Format befindet sich an der Frontseite des Weiteren in der Regel ein Line-out-Ausgang (meist in Kombination mit einem Lautstärkeregler), an den z. B. ein Kopfhörer angeschlossen werden kann.

## Stromversorgung
Interne CD-ROM-Laufwerke besitzen für die Stromversorgung einen 4-Pin-Molex-Anschluss oder einen moderneren SATA-15-Pin-Stromanschluss. Externe Laufwerke haben entweder ein eingebautes Netzteil, einen Anschluss für ein externes Netzteil oder werden über USB mit Strom versorgt, sofern das Laufwerk nicht mehr als 500 mA Strom benötigt. Hängt das Laufwerk an einem USB-Hub zusammen mit anderen Geräten, kann dies zum Problem werden, da sich das Laufwerk dann die 500 mA mit anderen Geräten teilen muss –, es sei denn, der Hub hat eine eigene Stromversorgung.

## Optische Abtastung
CD-ROM-Laufwerke besitzen wie andere optische Laufwerke Laserdioden zur Abtastung (bzw. zum Schreiben). CD benutzt 780 nm (infrarot), DVD 650 nm (rot) und Blu-ray Disc 405 nm (violett) Vakuumwellenlänge. Auch die Numerischen Aperturen der Fokussierlinsen stiegen im Laufe der Weiterentwicklungen CD/DVD/BR an, wodurch die mit der Weiterentwicklung stark gestiegenen Datendichten zu erklären sind: Je kleiner die Wellenlänge und je größer die Apertur, desto kleiner der Fokusdurchmesser.
Zur Abtastung wird der Laserstrahl auf die Datenträgerschicht fokussiert. Die Fokussierlinse wird dazu anhand des von der Datenschicht reflektierten, über einen Strahlteiler auf einen Fotoempfänger geleiteten Laserstrahls lateral (Spurlage) und vertikal (Fokus) nachgeregelt. Hierzu ist sie so gelagert, dass sie in den entsprechenden Ebenen beweglich ist und über einen elektrodynamischen Antrieb bewegt werden kann. Durch eine entsprechende Strahlführung und Erfassung des reflektierten Strahls mit mehreren Fotodioden können aus den detektierten Signalen neben dem Nutzsignal auch die Stellgrößen für den Antrieb der Spurlage und des Fokus erzeugt werden. Dabei kommen unterschiedliche Verfahren zum Einsatz; die beiden verbreitetsten werden als Single-beam pickup und als Three-beam pickup bzw. Three-spot system bezeichnet. In letzterem kommt zur Fokussierung ein Empfänger mit vier quadratisch angeordneten Fotodioden zum Einsatz, deren Summen- und Differenzsignale ausgewertet werden. Dabei wird eine zylindrische Linse eingesetzt, um vor und nach der Fokusebene jeweils eine orthogonal zueinander orientierte Ellipse auftreten zu lassen (siehe Artikel Abbildungsfehler).  Sofern der Spurlagenantrieb nicht (wie ein Galvanometerantrieb) aus sich heraus die gesamte CD überstreichen kann, kommt ein motorisch angetriebener Abtastkopfschlitten zum Einsatz, der abhängig von der Spurregelung gesteuert wird.
Die Datenrate des Nutzsignals im Vergleich mit einer Quarzoszillator-Referenz dient als Regelgröße für die Geschwindigkeit des CD-Antriebsmotors.

## Geschwindigkeit
Die Musikinformation auf der schon früher entwickelten Audio-CD ist in 75 Datenblöcken pro Sekunde organisiert. Arbeitet ein CD-ROM-Laufwerk (wie die ersten CD-Laufwerke ab 1985) mit der gleichen Geschwindigkeit, so ergibt sich (da ein Datenblock bei der CD-ROM 2048 Bytes umfasst) eine Datenrate von 153,6 kB/s (150 KiB/s), die als einfache Geschwindigkeit (1×) bezeichnet wird. (Details hierzu finden sich im Abschnitt Datenrate einer CD des Artikels Compact Disc.) Bald wurde die Geschwindigkeit immer weiter erhöht (in der Mitte der 1990er gab es Begriffe wie Double-Speed- bzw. Quad-Speed-Laufwerk für Laufwerke mit zwei- bzw. vierfacher Geschwindigkeit), bis mit 60-facher Geschwindigkeit eine Grenze erreicht wurde, bei deren Überschreitung die Gefahr besteht, dass die CD durch die auf sie einwirkenden Zentrifugalkräfte zerstört wird.
Um die Lesegeschwindigkeit weiter zu erhöhen, wurden Laufwerke entwickelt, deren Laser mehrere Spuren gleichzeitig auslesen können (Multibeam). Bei der von Kenwood verwendeten TrueX-Technik liest das Laufwerk sieben Spuren gleichzeitig ein. Ein solches Gerät mit faktisch 72-facher Lesegeschwindigkeit lässt die CD mit maximal 2700/min rotieren und arbeitet somit wesentlich leiser als ein 52-fach-Laufwerk ohne Multibeam. Es konnte sich aber aufgrund des hohen Anschaffungspreises nie durchsetzen.

## Weiterentwicklungen

### CD-Brenner

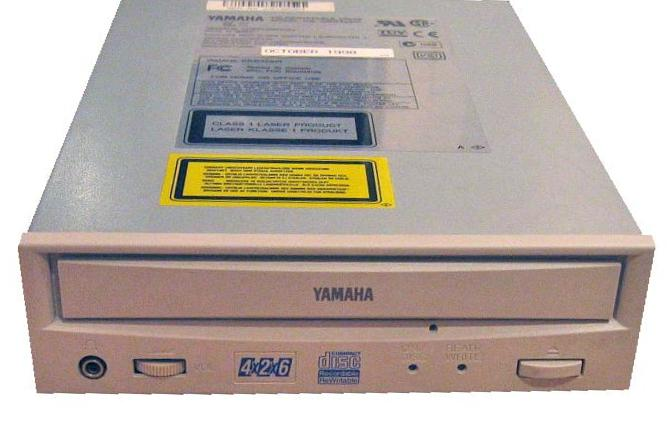
5,25″-CD-Brenner

Zum Beschreiben (umgangssprachlich „Brennen“) von CD-R und CD-RW wurden spezielle Laufwerke mit stärkeren Lasern entwickelt, CD-Brenner genannt.

### DVD-Laufwerke
Die Weiterentwicklung der CD-ROM-Laufwerke sind die DVD-Laufwerke und DVD-Brenner, die außer DVDs auch CDs lesen und beschreiben können. Da alle diese Laufwerke auf dem Auslesen der Daten durch einen Laser beruhen, spricht man auch zusammenfassend von optischen Laufwerken.

### DVD-Nachfolger
Inzwischen gibt es auch Nachfolger der DVD mit einem Mehrfachen an Speicherkapazität. Dazu gehören Blu-ray Disc, HD DVD, VMD und HVD.